# Liste der Kardinalskreierungen Pius’ IV.
Papst Pius IV. kreierte im Verlauf seines Pontifikates folgende Kardinäle:

## 31. Januar 1560
- Giovanni Antonio Serbelloni
- Karl Borromäus
- Giovanni de’ Medici

## 26. Februar 1561
- Girolamo Seripando
- Philibert Babou de La Bourdaisière
- Ludovico Simoneta
- Mark Sittich von Hohenems
- Francesco Gonzaga
- Alfonso Gesualdo
- Gianfrancesco Gambara
- Marco Antonio Amulio
- Bernardo Salviati
- Stanisław Hosius
- Pier Francesco Ferrero
- Antoine Perrenot de Granvelle
- Luigi d’Este
- Ludovico Madruzzo
- Innico d’Avalos d’Aragona O.S. Iacobis
- Francisco Pacheco de Toledo
- Bernardo Navagero
- Girolamo da Correggio
- Daniele I. Barbaro

## 6. Januar 1563
- Federico Gonzaga
- Ferdinando de’ Medici

## 12. März 1565
- Annibale Bozzuti
- Marco Antonio Colonna
- Tolomeo Gallio
- Angelo Nicolini
- Luigi Pisani
- Prospero Santacroce
- Zaccaria Dolfin
- Marcantonio Bobba
- Ugo Boncompagni
- Alessandro Sforza
- Simone Pasqua
- Flavio Orsini
- Carlo Visconti
- Francesco Alciati
- Francesco Abbondio Castiglioni
- Guido Luca Ferrero
- Alessandro Crivelli
- Antoine de Créquy
- Giovanni Francesco Commendone
- Benedetto Lomellini
- Guglielmo Sirleto
- Gabriele Paleotti
- Francesco Crasso